# Chiridota rotifera
Chiridota rotifera är en sjögurkeart som först beskrevs av Pourtalès 1851.  Chiridota rotifera ingår i släktet Chiridota och familjen Chiridotidae. Inga underarter finns listade i Catalogue of Life.